# Christian Franz Rudolphi

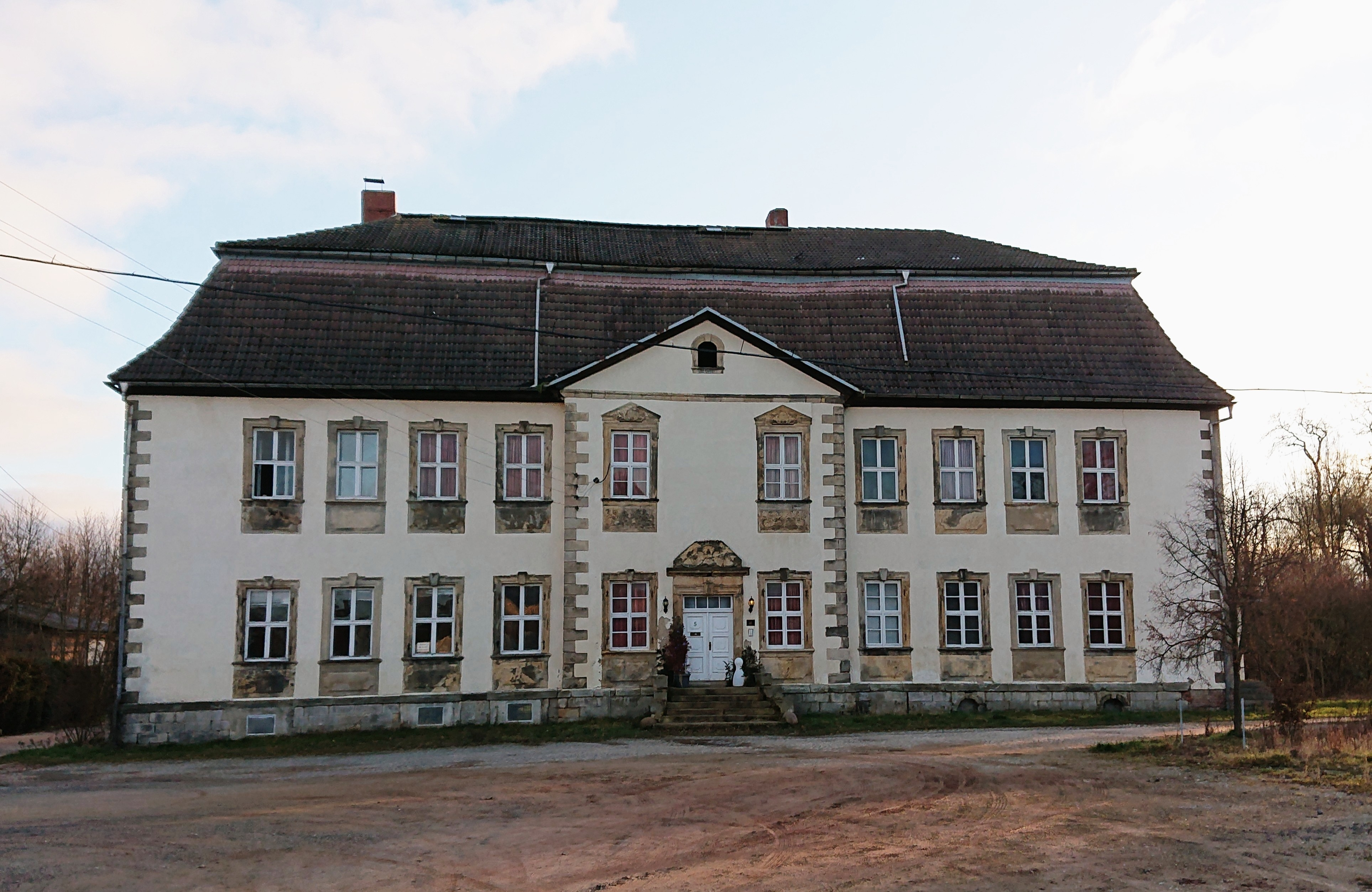
Von Rudolphi errichtetes Herrenhaus Minsleben

Christian Franz Rudolphi, Eigenschreibung Christian Frantz Rudolphi, (* 12. März 1694; † 25. Dezember 1772 in Minsleben) war ein deutscher Verwaltungsjurist. 

## Leben
Rudolphi hatte ab 1710 das Pädagogium in Halle besucht und immatrikulierte sich am 20. Oktober 1711 an der Universität Halle, wo er Rechtswissenschaften studierte. 
Er wurde zunächst landgräflich-hessischer Amtskammerrat in Hötensleben und erhielt diesen Titel für das Königreich Preußen verliehen, als er sich 1720 auf preußischem Territorium ansässig machte und für 100.000 Taler das Amt Derenburg pachtete. Außerdem erwarb er das Rittergut Minsleben.
Als er 1772 auf dem Rittergut Minsleben starb, dessen barockes Herrenhaus er 1724 für Wohnzwecke errichten ließ, erschien in Wernigerode seine Leichenpredigt in Druck.